# 안녕, 드뷔시
안녕, 드뷔시(일본어: さよならドビュッシー)는 일본의 소설가 나카야마 시치리가 쓴 추리 소설로, 피아니스트 미사키 요스케 시리즈의 첫 번째 편이다.

## 영화
안녕, 드뷔시(さよならドビュッシー)는 동명의 소설을 바탕으로 한 영화로, 2013년 1월 26일 일본에서 개봉되었다. 주연은 하시모토 아이이며, 피아니스트인 키요즈카 신야가 미사키 요스케 역을 맡아 배우로 데뷔했다.

### 캐스트
- 하시모토 아이 - 카즈키 하루카 역
- 키요즈카 신야 - 미사키 요스케 역
- 믹키 커티스
- 요시자와 히사시
- 야나기 유레이

## 드라마
2016년에 드라마화 예정。닛폰 TV에서 금요 로드 SHOW! 특별 드라마 기획 안녕 드뷔시 ~피아니스트 탐정 미사키 요스케~의 타이틀로, 2016년 3월 18일 봄에 방송 예정인. 주연의 히가시데 마사히로는 드라마 첫 주연.

### 캐스트
- 히가시데 마사히로 - 미사키 요스케 역
- 쿠로시마 유이나 - 사나다 하루카 역
- 기타오지 킨야 - 카츠키 겐타로 역[2]
- 다케다 신지
- 기노미 나나
- 키쿠치 모모코
- 기무라 미도리코